# Palazzi di Tunisi

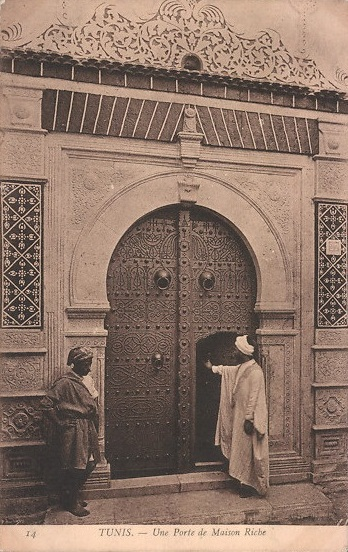
Uno dei palazzi di Tunisi, Dar Balma

I palazzi all'interno della medina di Tunisi sono considerati monumenti storici .
Erano abitati da politici, persone facoltose e personalità di spicco.
- Dar Hussein

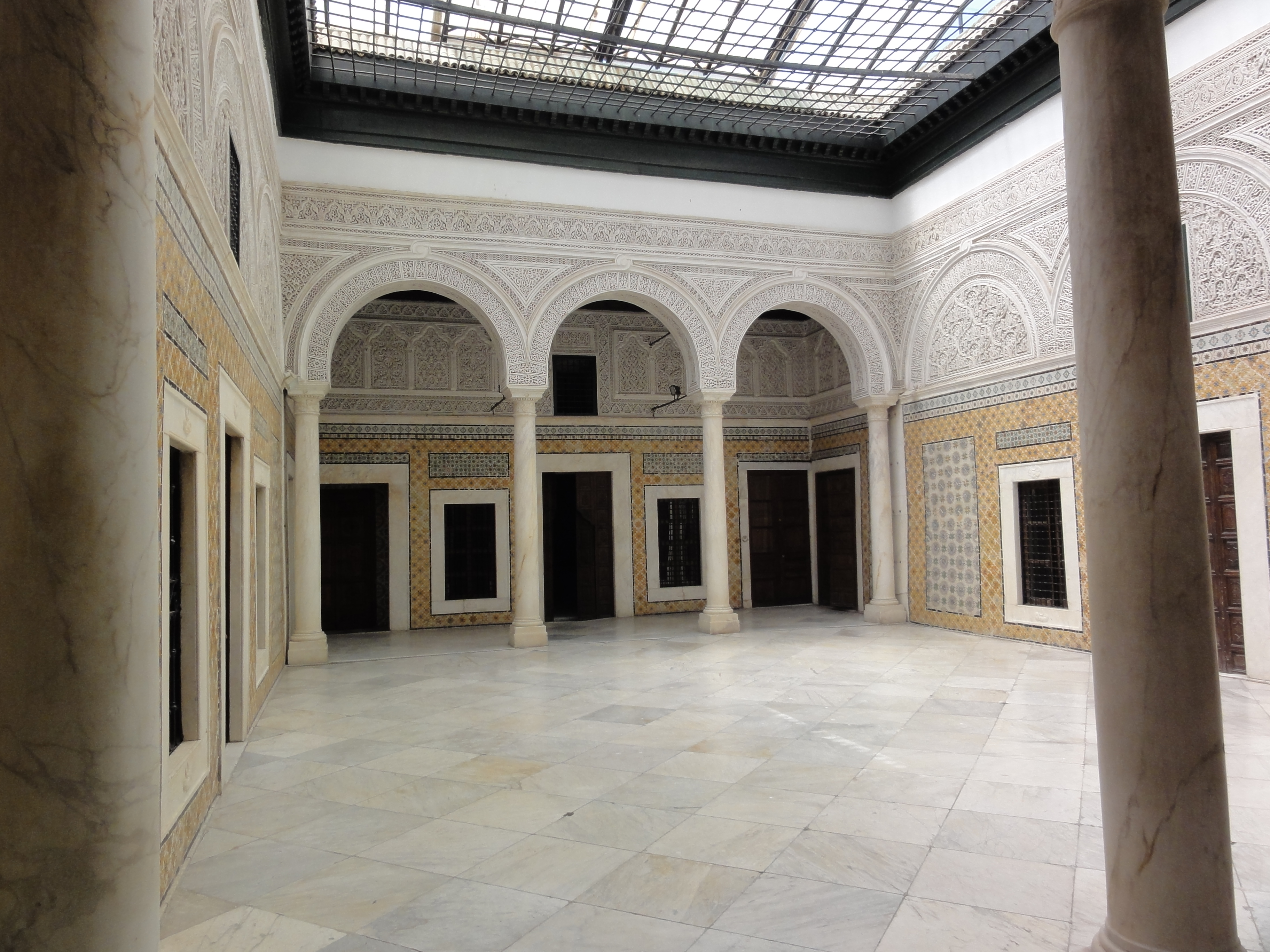
Dar Lasram
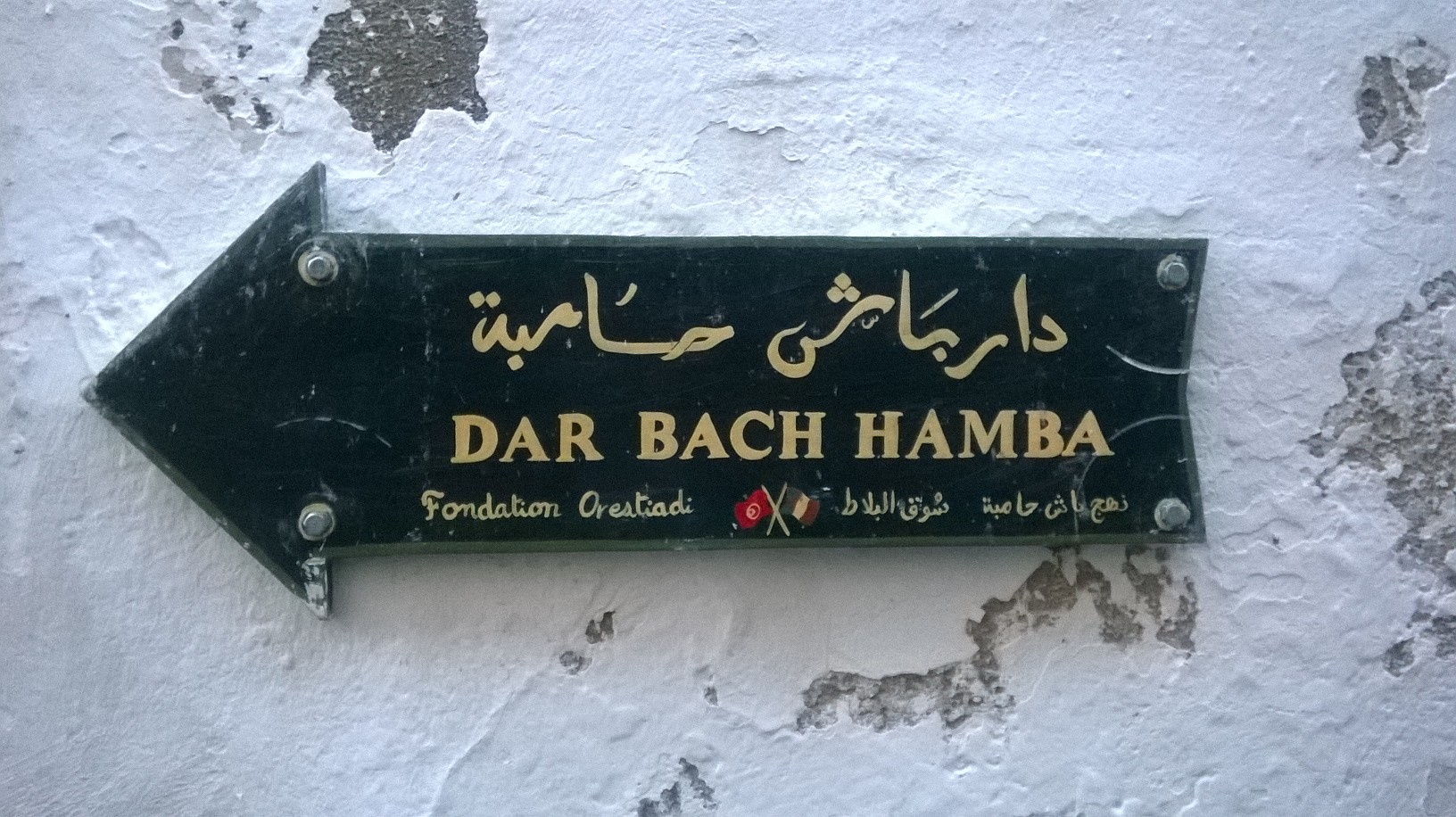
Dar Bach Hamda
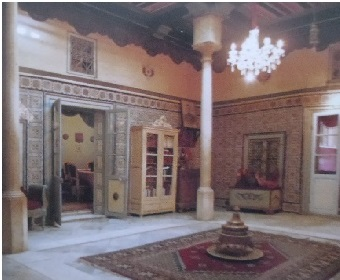
Dar Djellouli
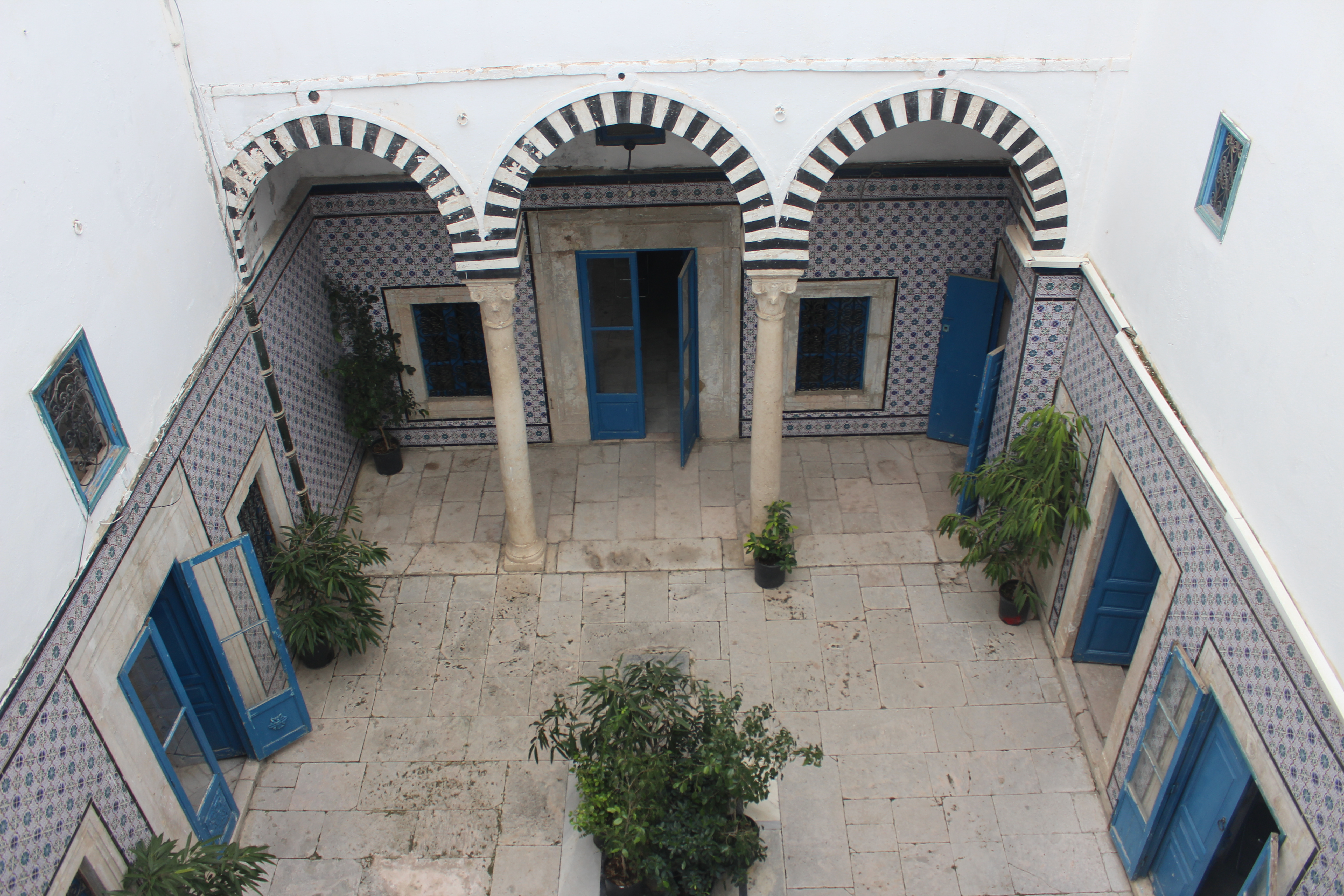
Dar Ben Achour
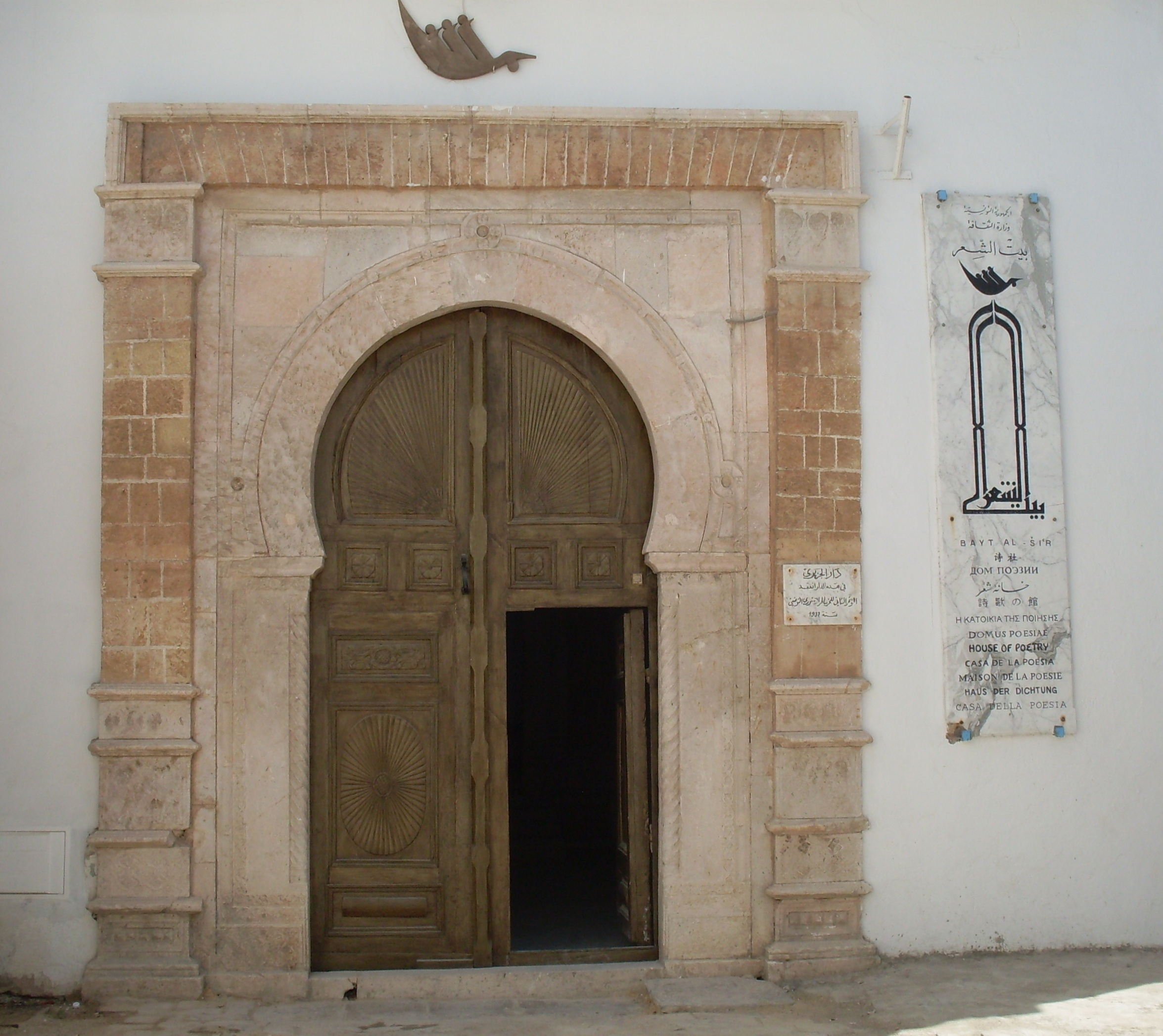
Dar Al Jaziri